# Арасаригуама
Арасаригуама (порт. Araçariguama)  —  муниципалитет в Бразилии, входит в штат Сан-Паулу. Составная часть мезорегиона Макрорегион агломерации Сан-Паулу. Входит в экономико-статистический  микрорегион Сорокаба. Население составляет 14 280 человек на 2006 год. Занимает площадь 146,331 км². Плотность населения — 97,6 чел./км².
Праздник города —  19 мая.

## История
Город основан 6 декабря 1653 года.

## Статистика
- Валовой внутренний продукт на 2003 составляет 263.520.936,00 реалов (данные: Бразильский институт географии и статистики).
- Валовой внутренний продукт на душу населения на 2003 составляет 20.512,26 реалов (данные: Бразильский институт географии и статистики).
- Индекс развития человеческого потенциала на 2000 составляет 0,770 (данные: Программа развития ООН).